# Hồng Trang
Hồng Trang tên đầy đủ là Nguyễn Thị Hồng Trang, (sinh ngày 2 tháng 8 năm 1981) là một nữ diễn viên sân khấu người Việt Nam. Cô được biết đến là một nữ diễn viên quen thuộc của Sân Khấu Thế Giới Trẻ và là "Bà bầu" của Nhóm Kịch Đời.
Nam diễn viên Năm Hữu Quốc đã đặt cho cô biệt danh là Nữ hoàng trợ diễn, bởi cô đã để lại nhiều ấn tượng với khán giả qua các vai phụ, hỗ trợ bạn diễn trong các chương trình truyền hình.
Đầu năm 2022, Hồng Trang được trao giải Mai Vàng lần thứ 27 cho Diễn viên hài được yêu thích nhất 2021 với vai Tý trong vở Mong ước đêm trăng.
Năm 2023, cô tiếp tục được đề cử giải Mai Vàng lần thứ 28 cho Diễn viên hài được yêu thích nhất năm 2022 với vai Út Lành trong vở Mình đã yêu nhau chưa

## Tiểu sử và sự nghiệp

### 1981–2009: Thuở niên thiếu và khởi đầu sự nghiệp
Hồng Trang tên đầy đủ là Nguyễn Thị Hồng Trang, sinh ngày 2 tháng 8 năm 1981 ở Bến Tre. Năm 2001, cô tốt nghiệp trường Cao đẳng Phát thanh Truyền hình, nhưng sau đó vì không tìm được việc phù hợp nên về quê sống một thời gian.
Nhờ một số người quen ở Cung Văn hóa Lao động nói giúp, gia đình đồng ý để cô trở lại Thành phố Hồ Chí Minh thi vào trường Cao đẳng Sân khấu – Điện ảnh, cô thi vào trường để thỏa đam mê, chứ không nghĩ rằng mình sẽ sống được với nghề. Hồng Trang thi trượt nên phải học hệ dự thính 1 năm rồi thi tiếp mới đậu khoa Diễn viên (2003 - 2006) cùng lớp với Lê Phương, Quý Bình... Sau khi tốt nghiệp, cô không có việc làm, phải thi và học tiếp khoa Đạo diễn thêm 3 năm nữa (2006 - 2009).
Thời điểm học diễn viên, Hồng Trang sống bằng nghề MC đám cưới, hội chợ hoặc thỉnh thoảng Cung Văn hóa gọi dẫn show. Đến khi học đạo diễn, cô đi làm thông tin lưu động.

### 2010–2015: Sân khấu kịch Thế Giới Trẻ và Nhóm Kịch Đời

#### Sân khấu kịch Thế Giới Trẻ
Hồng Trang được đạo diễn Ngọc Hùng gọi về sân khấu Thế giới trẻ biểu diễn, cô đúp vai nhiều hơn vai riêng, chẳng hạn như đúp vai của Thu Trang trong Chuyện tình Bangkok, vai của Thùy Dương trong Họa hồn,... và gần như đúp các vai của NSƯT Đàm Loan. Vai diễn đầu tiên của cô là trong vở "Gia đình siêu quậy", cô đóng thế vai cho diễn viên Gia Bảo.
Hồng Trang từng được mời dạy lớp diễn tại Sân khấu 5B, Nhà Thiếu nhi quận Bình Tân hoặc các lớp ngoại khóa. Cô cũng được các sân khấu khác như 5B, Hoàng Thái Thanh, Idecaf, Nhà hát Kịch TP. HCM... mời biểu diễn.

#### Nhóm Kịch Đời
Nhóm kịch Đời ra đời ngày 20 tháng 6 năm 2010, sau khi nhóm kịch cũ của Hồng Trang giải tán.
Tính tới năm 2020, Nhóm kịch 'Đời' đánh dấu 10 năm hoạt đoộng với tổng cộng 63 tác phẩm và hơn 100 diễn viên từng cộng tác. Nhóm chủ yếu biểu diễn ở các quán café trên địa bàn Thành phố Hồ Chí Minh, khu vực lân cận và một số tỉnh miền Tây. Các vở diễn tiêu biểu cho từng giai đoạn gây ấn tượng mạnh với khán giả như Những chiếc que diêm, Chuyện hỉ nàng Tý, Gánh hát chiều xuân... Cá biệt, vở Những chiếc que diêm có tuổi đời đến 12 năm.

### 2016–nay: “Nữ hoàng trợ diễn” của các chương trình truyền hình
Năm 2016, cô tham gia gameshow Cười Xuyên Việt, và được đánh giá là một hiện tượng mới của làng hài Việt. cô đã cộng tác với nhiều sân khấu, nhưng chủ yếu là Sân khấu Thế giới trẻ và sân khấu Idecaf. Hồng Trang nhận được nhiều Huy chương Bạc tại Liên hoan Kịch Nói toàn quốc. Nữ diễn viên để lại nhiều ấn tượng qua các vai phụ, vai nhỏ nhưng gây ấn tượng mạnh với khán giả như vai Lan Khùng trong vở Hiu hiu gió bấc, Vai mẹ Phi trong vở Lạc giữa biển người.
Năm 2017, cô cùng Nghệ sĩ Hoàng Dững tham gia gameshow Tài Tử Tranh Tài, họ trở thành cặp đôi xuất sắc đăng quang ngôi quán quân của Tài tử tranh tài mùa 2 trên THVL1.
Năm 2022, tại Lễ trao giải Mai Vàng lần thứ 27 do Báo Người lao động tổ chức, Hồng Trang được vinh danh là diễn viên Hài được yêu thích nhất 2021. Đây là lần đầu tiên nữ diễn viên giành được giải Mai Vàng.

## Sự nghiệp diễn xuất

### Vở kịch đã tham gia
- Ngũ Hổ
- Chuyện tình yêu
- Gánh hát chiều xuân
- Những chiếc que diêm
- Chuyện hỉ làng Tý
- Con trời vịt trời
- Ngôi nhà thiếu đàn bà
- Vợ thằng Đậu
- Con ma tóc nối
- Thần hít
- Mình đã yêu nhau chưa?
- Cơn mê cuối cùng
- Thần Đồng
- Người đàn bà thất lạc
- Thời con gái đã xa
- Cà - phê muối
- Sông dài
- Phi vụ tình yêu
- 12 bến nước
- Tô Ánh Nguyệt
- Hình như có ma
- Chuyện tình yêu
- Ngôi nhà không có đàn ông
- Người đàn bà thứ hai
- Juliet luôn trẻ mãi
- Điều còn lại
- Chị tôi
- Đời cô Lựu[8]
- Duyên tình
- Mãi mãi tươi xanh
- Phận đàn bà
- Còn chút gì để nhớ
- Hàng xóm
- Ước mơ
- Nợ Sữa
- Ngày én trở về
- Học tài thi phận
- Mong ước đêm trăng
- Lá mùa thu
- Bậu ơi đừng khóc
- Hai Hợi hồi hương
- Ngược gió
- Chuyện tình Bangkok
- Họa Hồn
- Lầu Hoang
- Gia đình siêu quậy
- Tình lá diêu bông
- Xóm nghèo bá đạo
- Thần tiên cũng nổi điên
- Mộ Hoang
- Gia Vũ Yên Đặng
- Xác trôi sông
- Cõng mẹ đi chơi
- Lạnh nhẹ từ phía sau
- Sứ giả thiên thần
- Tình kĩ nữ
- Kỳ nghỉ kinh hoàng
- Mẹ chồng rắc rối
- Kiều nữ săn đại gia
- Shipper tình yêu
- Chuyện ấy là chuyện nhỏ
- Chuyện hai chàng
- Duyên ma tình người
- Tuyết hồng
- Chuyện cũ mình bỏ qua
- Ngôi làng ma
- Lò võ tiếu lâm
- Chúng ta thuộc về nhau
- Ông già ơi, bà già à
- Ước mơ không chỉ là mơ ước
- Cạn dòng thương nhớ[9]

### Phim điện ảnh
| Năm  | Tựa phim                     | Vai diễn | Đạo diễn     |
| ---- | ---------------------------- | -------- | ------------ |
| 2017 | Có căn nhà nằm nghe nắng mưa | Út Bông  | Mai Thế Hiệp |

### Phim truyền hình
| Năm  | Tựa phim                | Vai diễn    | Đạo diễn   | Kênh               |      |
| ---- | ----------------------- | ----------- | ---------- | ------------------ | ---- |
| 2006 | Ngũ quái Sài Gòn tập 14 | Rắn Độc     | Xuân Cường | HTV9               |      |
| 2019 | Đánh cắp giấc mơ        | Lành        | Xuân Cường | Nguyễn Phương Điền | VTV3 |
| 2020 | Vua bánh mì             |             | THVL1      | Nguyễn Phương Điền |      |
| 2021 | Trúng số ăn tết         | Hồ Ngọc Xum | THVL1      |                    |      |

### Chương trình chiếu mạng
| Năm  | Tựa phim                    | Vai diễn              | Đạo diễn                 | Thể loại   |
| ---- | --------------------------- | --------------------- | ------------------------ | ---------- |
| 2016 | Nhà là để trọ               | Madam Hường           | Nguyễn Ngọc Hùng         | Sitcom     |
| 2018 | Mẹ Điên                     | Mẹ Điên               | Nguyễn Tài Nam           | Phim ngắn  |
| 2019 | Chị Hai                     | Chị Hai               | Lữ Kiến Hào              | MV ca nhạc |
| 2019 | Thiên thần của cha          | Trang                 | Nguyễn Hữu Tiến          | Phim ngắn  |
| 2019 | Bí Mật Trường Sanh Cung     | Hoàng Hậu             | Nguyễn Tài Nam           | Web drama  |
| 2020 | Tết Quê Nhà                 | Mẹ Thành              | Duy Ken                  | Web drama  |
| 2020 | Chuyện Ma một nén nhang     |                       | Huỳnh Lập                | Web drama  |
| 2021 | Thằng khờ 4                 | Giang Thanh           |                          | Web drama  |
| 2022 | Đây là ông già của tao      | Nguyễn Phạm Hoàng Hải |                          | Web drama  |
| 2022 | Tết Xa                      | Bác sĩ                | Bảo Đăng                 | MV ca nhạc |
| 2022 | Con đông chưa chắc được nhờ | Mẹ                    | Hồ Minh Tài, Lữ Kiến Hào | MV ca nhạc |
| 2022 | Gia đình nhí nhố            | Mẹ                    | Mr Tô                    | Sitcom     |

### Chương trình truyền hình / Khác
| Chương trình                 | Năm  | Vở diễn                    | Vai diễn  | Đạo diễn   | Kênh  |
| ---------------------------- | ---- | -------------------------- | --------- | ---------- | ----- |
| Én Vàng                      | 2016 | Lá Sầu Riêng               | Diệu      | Vũ Trần    | HTV7  |
| Kịch cùng Bolero             | 2017 | Nợ Sữa                     | Hoài      | Vũ Trần    | THVL1 |
| Kịch cùng Bolero             | 2017 | Phận Đàn Bà                | Vợ        | Vũ Trần    | THVL1 |
| Kịch cùng Bolero             | 2017 | Tô Ánh Nguyệt              | Nguyệt    | Vũ Trần    | THVL1 |
| Kịch cùng Bolero             | 2017 | Biển                       | Út        | Vũ Trần    | THVL1 |
| Kịch cùng Bolero             | 2017 | Xuất Giá Tòng Phu          | Vợ        | Vũ Trần    | THVL1 |
| Kịch cùng Bolero             | 2017 | Giọt Nước Mắt Cuối Cùng    | Thắm      | Vũ Trần    | THVL1 |
| Kịch cùng Bolero             | 2018 | Thanh xuân của Mẹ          | Hồng      | Minh Nhật  | THVL1 |
| Kịch cùng Bolero             | 2018 | Giọt máu đào               | Má Dịu    | Thùy Dương | THVL1 |
| Kịch cùng Bolero             | 2018 | Chuyện 3 người             | Cẩm Hường | Minh Nhật  | THVL1 |
| Kịch cùng Bolero             | 2018 | Ngày Én trở về             | Hạ Vy     | Bảo Châu   | THVL1 |
| Kịch cùng Bolero             | 2018 | Lá mùa thu                 | Con dâu   | Minh Nhật  | THVL1 |
| Kịch cùng Bolero             | 2018 | Ngọn lửa không bao giờ tắt |           | Minh Nhật  | THVL1 |
| Liên hoan kịch nói toàn quốc | 2018 | Hiu Hiu Gió Bấc            | Lan       | Minh Nhật  | —     |
| Liên hoan kịch nói toàn quốc | 2022 | Lạc Giữa Biển Người        | Mẹ Phi    | Minh Nhật  | —     |

### Gameshow đã tham gia
| Chương trình                          | Năm  | Vai trò       | Kênh  |
| ------------------------------------- | ---- | ------------- | ----- |
| Cười xuyên Việt - Phiên bản nghệ sĩ   | 2015 | Trợ diễn      | THVL1 |
| Én Vàng                               | 2016 | Trợ diễn      | HTV9  |
| Làng hài mở hội                       | 2016 | Trợ diễn      | THVL1 |
| Cười xuyên Việt - Tiếu lâm hội        | 2016 | Nhóm kịch Đời | THVL1 |
| Kịch cùng Bolero mùa 1                | 2017 | Trợ diễn      | THVL1 |
| Tài tử tranh tài                      | 2017 | Thí sinh      | THVL1 |
| Người kết nối                         | 2017 | Khách mời     | HTV7  |
| Một trăm triệu một phút               | 2017 | Thí sinh      | VTV3  |
| Kịch cùng Bolero mùa 2                | 2018 | Trợ diễn      | THVL1 |
| Tuyệt đỉnh song ca Cặp Đôi Vàng       | 2018 | Trợ diễn      | THVL1 |
| Sao nối ngôi                          | 2019 | Trợ diễn      | THVL1 |
| Truy tìm cao thủ                      | 2019 | Thí sinh      | THVL1 |
| Thử tài suy đoán                      | 2019 | Thí sinh      | VTV3  |
| Giải mã tri kỷ                        | 2019 | Khách mời     | THVL1 |
| Khoảnh khắc cuộc đời                  | 2019 | Khách mời     | HTV9  |
| Khoảnh khắc đông tây                  | 2019 | Khách mời     | VTV3  |
| Gương mặt điện ảnh                    | 2019 | Trợ diễn      | HTV9  |
| Tình Bolero                           | 2019 | Trợ diễn      | THVL1 |
| Ca sĩ bí ẩn                           | 2020 | Ca sĩ bí ẩn   | HTV7  |
| Con tôi vô số tội                     | 2020 | Khách mời     | HTV7  |
| Hóng chuyện Showbiz                   | 2020 | Khách mời     | HTV7  |
| Bản sao hoàn hảo                      | 2020 | Thí sinh      | HTV7  |
| Khẩu vị ngôi sao                      | 2021 | Khách mời     | HTV7  |
| Bản lĩnh ngôi sao                     | 2021 | Thí sinh      | THVL1 |
| Thứ năm vui nhộn                      | 2021 | Thí sinh      | THVL1 |
| Đấu trường ẩm thực                    | 2021 | Khách mời     | VTV9  |
| Người đứng thẳng                      | 2021 | Thí sinh      | VTV9  |
| Solo cùng Bolero kết nối              | 2021 | Khách mời     | THVL1 |
| Siêu thị Cười                         | 2021 | Diễn viên     | HTV1  |
| Đánh thức đam mê                      | 2022 | Trợ diễn      | THVL1 |
| Sàn Đấu Ngôi Sao                      | 2022 | Thí sinh      | VTV9  |
| 180 độ xanh                           | 2022 | Diễn viên     | HTV9  |
| Ai cũng có thể                        | 2022 | Khách mời     | VTV3  |
| Quán quen chuyện chất                 | 2022 | Khách mời     | HTV9  |
| Siêu nhí đấu trí                      | 2022 | Khách mời     | HTV9  |
| Khai mạc Lễ hội Áo dài TP Hồ Chí Minh | 2022 | Khách mời     | HTV1  |
| Chuyện Bốn Mùa                        | 2022 | Diễn viên     | HTV9  |
| Trăm Năm Ánh Việt                     | 2022 | Trợ diễn      | THVL1 |
| Ký ức bất ngờ                         | 2022 | Thí sinh      | HTV9  |

### Dẫn chương trình
| Chương trình  | Năm  | Vai trò          | Kênh |
| ------------- | ---- | ---------------- | ---- |
| Người kết nối | 2017 | Dẫn chương trình | HTV7 |

### Liveshow
| Năm  | Liveshow                | Địa điểm                   | Khách mời |
| ---- | ----------------------- | -------------------------- | --- |
| 2017 | Hồng Trang - Cảm ơn Đời | Sân khấu Kịch Thế giới Trẻ | Hoài Linh, Nguyên Lộc, Hữu Quốc, Lê Trung Thảo, Tú Sương, Hạnh Thúy, Bình Tinh, Nam Thư, Anh Tú, Lê Dương Bảo Lâm...       |
| 2020 | 3650 Ngày yêu Đời       | Nhà hát Trần Hữu Trang     | Hoàng Song Việt, Trung Thảo, Mai Thế Hiệp, Trần Nam Anh, Bình Tinh, Tấn Phát, Nguyễn Hòa An, Trác Thúy Miêu, Quang Tuấn... |

## Thành tích

### Giải thưởng và đề cử
| Giải thưởng   | Năm  | Hạng mục                          | Tác phẩm đề cử        | Kết Quả   |
| ------------- | ---- | --------------------------------- | --------------------- | --------- |
| Giải Mai Vàng | 2021 | Diễn viên hài được yêu thích nhất | Mong ước đêm trăng    | Đoạt giải |
| Giải Mai Vàng | 2022 | Diễn viên hài được yêu thích nhất | Mình đã yêu nhau chưa | Đề cử     |

### Chương trình truyền hình / Cuộc thi diễn xuất
- Huy chương bạc (vở 49 ngày yêu) - Cuộc thi nghệ thuật sân khấu kịch nói chuyên nghiệp toàn quốc 2015
- Quán quân – Tài tử tranh tài 2017
- Huy chương bạc (vở Hiu hiu gió bấc) – Liên hoan kịch nói toàn quốc 2018
- Huy chương bạc (vở Lạc giữa biển người) – Liên hoan kịch nói toàn quốc 2021